# Kanton Corbeil-Essonnes-Ouest
Der Kanton Corbeil-Essonnes-Ouest war von 1985 bis 2015 ein französischer Wahlkreis im Arrondissement Évry, im Département Essonne und in der Region Île-de-France; sein Hauptort war Corbeil-Essonnes, Vertreter im Generalrat des Départements war zuletzt von 1998 bis 2015 Bruno Piriou (PCF).

## Gemeinden
Der Kanton bestand aus einer Gemeinde und einem Teil der Stadt Corbeil-Essonnes. Die nachfolgende Einwohnerzahl ist die gesamte Einwohnerzahl von Corbeil-Essonnes. Im Kanton lebten etwa 21.400 Einwohner der Stadt. 
| Gemeinde         | Einwohner Jahr | Fläche km² | Bevölkerungsdichte | Code INSEE | Postleitzahl |
| ---------------- | -------------- | ---------- | ------------------ | ---------- | ------------ |
| Corbeil-Essonnes | 47632 (2013)   | –          | – Einw./km²        | 91174      | 91100        |
| Villabé          | 5327 (2013)    | –          | – Einw./km²        | 91659      | 91100        |